# Robert McAlpin Williamson
Robert McAlpin Williamson (Contea di Clarke, 1804 circa – Contea di Wharton, 22 dicembre 1859) è stato un politico statunitense, capo della Suprema Corte della Repubblica del Texas; la contea di Williamson (Texas), prende il nome da lui.
Nacque nel 1804 nella contea di Clarke, in Georgia, da famiglia prestigiosa. Allevato dalla nonna paterna, Sarah Gillian, a causa della morte della madre, contrasse a quindici anni un'artrite, causata dalla tubercolosi che gli causò danni permanenti alla gamba destra (rimase per sempre piegata a 90°). Sostenuto da una gamba di legno, si laureò in legge a diciannove anni.
Egli emigrò nella nuova colonia di Stephen Fuller Austin nel 1827; in questo periodo diresse molti giornali. Divenne il primo Maggiore della Texas Ranger Division il 28 novembre 1835 e partecipò alla rivoluzione texana.
Dopo avere rivestito varie cariche politiche e giuridiche morì nella contea di Wharton il 22 dicembre 1859.